# مل پرسل
 مل پرسل (انگلیسی: Mel Purcell؛ زاده ۱۸ ژوئیهٔ ۱۹۵۹) یک تنیس‌باز اهل ایالات متحده آمریکا است.